# Lake Jackson (Texas)
Lake Jackson ist eine Stadt im US-Bundesstaat Texas. Sie liegt rund 80 Kilometer südlich von Houston am Golf von Mexiko im Verwaltungsbezirk Brazoria County. Das U.S. Census Bureau hat bei der Volkszählung 2020 eine Einwohnerzahl von 28.177 ermittelt.
Die Stadt wurde nach einem gleichnamigen See im Randbereich der Stadt benannt. Der See selbst bekam den Namen von einer Familie, die dort vor dem Sezessionskrieg eine Plantage betrieb.

## Geographie
Nach dem United States Census Bureau erstreckt sich die Stadt über eine Fläche von 51,3 km², davon sind 2,0 km² Wasserfläche.

## Geschichte
Die Stadt entwickelte sich in den frühen 1940er Jahren aus einem für die Dow Chemical Company eingerichteten neuem Wohngebiet. Gemeinderechte erhielt sie am 14. März 1944.
Am 27. September 2020 geriet Lake Jackson in die überregionalen Nachrichten, nachdem die Amöbenart Naegleria fowleri im örtlichen Leitungswasser nachgewiesen worden war.

## Demografische Daten
Nach der Volkszählung des Jahres 2000 leben in der Stadt 7 344 Familien. Die Bevölkerungsdichte liegt bei 535/km².
86,2 % der Einwohner sind Weiße, 3,9 % Schwarze, 0,4 % indianischer und 2,5 % asiatischer Abstammung; 14,7 % gehören zu den Hispancis und Latinos, 0,02 % kommen von den pazifischen Inseln, 1,8 % stammen von zwei oder mehr Rassen ab.
In der Stadt existieren 9588 Haushaltungen. In 42,6 % der Haushaltungen leben Kinder unter 18 Jahre, in 64,7 % verheiratete Paare, in 8,5 % alleinerziehende Mütter und in 20,0 % Singles. Die mittlere Haushaltsgröße beträgt 2,74 Personen, die mittlere Familiengröße 3,18. Das mittlere Alter beträgt 34 Jahre. Auf 100 Personen weiblichen Geschlechts über 18 Jahre kommen 95,4 Männer und Jungen.

Das mittlere Haushaltseinkommen liegt bei 60.901 USD, das mittlere Einkommen einer Familie 69.053 USD. 6,4 % der Einwohner leben unter der Armutsgrenze.

## Kultur, Wirtschaft
In der Stadt finden sich mehr als 30 christliche Kirchen und Religionsgemeinschaften (Stand 2006). Die Schulen in Lake Jackson gehören zum Brazosport Independent School District. Die Stadt selbst hat sechs Schulen.

## Söhne und Töchter der Stadt
- Louis Beam (* 1946), Rechtsextremist, der zunächst im Ku-Klux-Klan und später bei den Aryan Nations aktiv war
- John Wiley Bryant (* 1947), Politiker, Mitglied im US-Repräsentantenhaus
- Selena Quintanilla-Pérez (1971–1995), mexikanisch-US-amerikanische Tejano-Sängerin